# گسوان ۳
گسوان۳، روستایی از توابع بخش باوی شهرستان اهواز در استان خوزستان ایران است.

## جمعیت
این روستا در دهستان ویس قرار دارد و براساس سرشماری مرکز آمار ایران در سال ۱۳۸۵، جمعیت آن ۳۶ نفر (۶خانوار) بوده‌است.